# Luchasaurus
Austin Matelson (nacido el 10 de marzo de 1985) es un luchador profesional estadounidense más conocido por el nombre de Luchasaurus quien actualmente trabaja en All Elite Wrestling (AEW). Es conocido por su trabajo en Lucha Underground como Vibora y en el circuito independiente. Fue contratado por WWE, donde luchó bajo el nombre de Judas Devlin en NXT. Fue un invitado a la casa en el reality show, Big Brother 17, en el que se ubicó en quinto lugar.
Dentro de sus logros Matelson ha sido una vez Campeón Mundial en Parejas de AEW junto a Jungle Boy y una vez Campeón TNT de AEW.

## Carrera en la lucha libre profesional

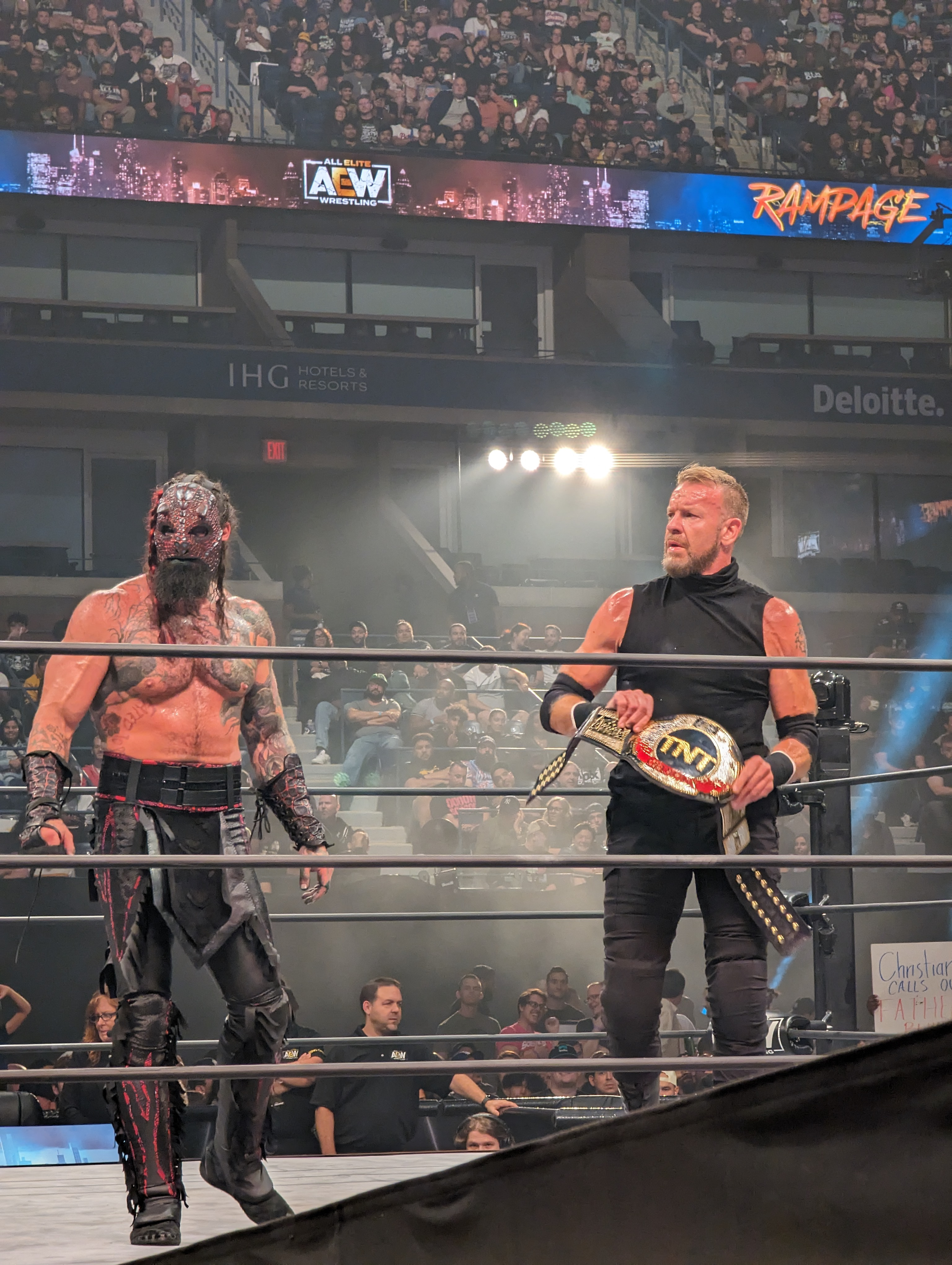
Christian Cage y Luchasaurus en AEW Grand Slam 2023

### WWE (2012-2014)
En 2012, Matelson firmó un contrato de desarrollo con WWE y fue enviado a entrenar en FCW, donde luchó bajo el nombre de Judas Devlin. El 1 de agosto de 2012, hizo su debut en FCW al juntarse con Corey Graves derrotando a Briley Pierce y CJ Parker. En 2012, FCW cambió su nombre a NXT y Devlin fue transferido a la nueva marca de desarrollo, donde tuvo coincidencias principalmente en shows en casa. Austin fue despedido en 2014 después de una lesión espinal grave.

### Lucha Underground (2016–2018)
En mayo de 2016, Matelson bajo una máscara y el nombre de Vibora hizo su debut en Lucha Underground como parte del stable de Reptile Tribe. El 7 de mayo de 2016, Víbora junto con Pindar y Drago ganaron el Campeonato de Lucha Underground Trios. Reptile Tribe perdió el Campeonato de Tríos de Lucha Underground contra Dante Fox, Killshot y The Mack.
El 18 de julio de 2018 en el episodio de Lucha Underground, Víbora derrotó a Johnny Mundo.
El 1 de agosto de 2018 en el episodio de Lucha Underground. El personaje de Víbora fue asesinado a través de una decapitación por una espada que empuñaba a Johnny Mundo (kayfabe).

### Circuito independiente (2016-presente)
Matelson hizo su regreso a la lucha libre profesional en 2016. No había competido desde su lanzamiento de WWE en 2013. El 17 de junio de 2016, en un combate en Millenium Pro Wrestling (MPW) bajo el nombre de Austin Draven, derrotó a Ryan J. Morales. . El 30 de septiembre de 2016, bajo el nombre de Just Judas, derrotó a Danny Divine para convertirse en Campeón Peso Pesado de MPW.
El 9 de noviembre de 2017, Matelson se unió a su compatriota Jessie Godderz con el nombre del equipo Team Big Brother, derrotaron a HATE (Peter Avalon y Ray Rosas) en un combate para Bar Wrestling.
El 17 y 18 de noviembre, Matelson luchó por House of Hardcore bajo el nuevo artilugio y el nombre de Luchasaurus, derrotando a Alex Reynolds en la primera noche y ganando en la segunda noche de tres maneras al derrotar a Matt Riddle y Willie Mack.

### All Elite Wrestling (2019-presente)
El 25 de mayo, Luchasaurus hizo una aparición especial en el inaugural evento de Double or Nothing en el pre-show en el Casino Battle Royale por una oportunidad por el Campeonato Mundial de AEW donde fue eliminado por Hangman Page. Tres días después, se reveló que Matelson había firmado con la empresa a tiempo completo, bajo su personalidad de Luchasaurus.

## Vida personal
Matelson tiene una maestría en literatura medieval. Mientras estaba en la casa del Big Brother 17, Matelson comenzó una relación con Liz Nolan. Continuó con ella hasta la fecha durante cinco meses antes de separarse en febrero de 2016.

## En lucha
- Movimientos finales
  - Tombstone Age (Tombstone piledriver into a Wheelbarrow facebuster)
  - Spinning Roundhouse Kick a un oponente arrodillado
- Movimientos de firma
  - Chokeslam seguido de Standing Moonsault
  - Roundhouse Kick

## Campeonatos y logros
- All Elite Wrestling
  - AEW TNT Championship (1 vez)
  - AEW World Tag Team Championship (1 vez) – con Jungle Boy
  - AEW World Trios Championship (1 vez) - con Christian Cage y Nick Wayne

- All-Star Wrestling
  - ASW Tag Team Championship (1 vez, actual) – con The Thunder From Jalandhar

- DDT Pro-Wrestling
  - Ironman Heavymetalweight Championship (1 vez)

- Lucha Underground
  - Lucha Underground Trios Championship (1 vez) – con Drago & Pindar

- Millennium Pro Wrestling
  - MPW Heavyweight Championship (1 vez)

- Pro Wrestling Blitz
  - PWB Tag Team Championship (1 vez) – con Serpentico

- Pro Wrestling Illustrated
  - Situado en el Nº331 en los PWI 500 de 2013[10]
  - Situado en el Nº434 en los PWI 500 de 2019[11]
- Wrestling Observer Newsletter
  - Lucha 5 estrellas (2021) con Jungle Boy & Christian Cage vs SuperKliq (Adam Cole & The Young Bucks) en Full Gear el 13 de noviembre